# I May Be Hungry but I Sure Ain't Weird
I May Be Hungry But I Sure Ain't Weird: The Alternative Captain Beefheart è una raccolta di brani musicali di Captain Beefheart & His Magic Band pubblicata in Gran Bretagna dalla Sequel Records nel 1992.

## Descrizione
Il disco è composto da 11 brani rimasterizzati in digitale la cui registrazione originale è per la maggior parte databile tra l'ottobre 1967 e il maggio 1968, tutto materiale che poi andrà a costituire l'album Strictly Personal. Fa eccezione la traccia numero 11, Dirty Blue Gene, che è una versione embrionale del brano Ice Rose, presente sul disco Shiny Beast (Bat Chain Puller) del 1978.
Attualmente fuori catalogo, il materiale contenuto in questa compilation è comunque disponibile sulla ristampa in CD del 1999 di Safe as Milk e sulla raccolta The Mirror Man Sessions.

## Tracce
1. Trust Us (Take 6)
2. Beatle Bones 'n' Smokin' Stones (Part 1)
3. Moody Liz (Take 8)
4. Safe as Milk (Take 12)
5. Gimme Dat Harp Boy
6. On Tomorrow (Instrumental)
7. Trust Us (Take 9)
8. Safe as Milk (Take 5)
9. Big Black Baby Shoes (Instrumental)
10. Flower Pot (Instrumental)
11. Dirty Blue Gene (Instrumental)